# Psylla satsumensis
Psylla satsumensis är en insektsart som beskrevs av Shinji Kuwayama 1908. Psylla satsumensis ingår i släktet Psylla och familjen rundbladloppor. Inga underarter finns listade i Catalogue of Life.